# Helena Paulo
Helena Gilda Simão Paulo ( 24 de Janeiro de 1998) é uma jogadora angolana de andebol da selecção nacional angolana .
Representou Angola no Campeonato Mundial Feminino de Handebol 2017, na Alemanha. 
Em 2018, competiu no Campeonato do Mundo Júnior Feminino de Andebol 2018, onde terminou como melhor pontuadora da competição com um total de 73 gols.  

## Conquistas
- Troféu dos Cárpatos : 2019

## Prêmios individuais
- Maior artilheira do Troféu Carpathian : 2019